# Artur Fińkiewicz
Artur Finkiewicz (biał. Артур Фінкевіч; ur. 8 lutego 1985 w Mińsku) – lider i założyciel ruchu „Młoda Białoruś”, jeden z byłych liderów „Młodego Frontu”, były więzień polityczny reżimu Łukaszenki.
W czasie kampanii wyborczej poprzedzającej wybory prezydenckie w 2006 roku był prześladowany przez władze.
Został skazany na 2 lata więzienia z artykułu 339 cz.2 KK Białorusi, w którym oskarżono go o złośliwe chuligaństwo. Finkiewicz namalował na murze graffiti o treści: „Chcemy nowego!” i „Mamy go dość!” w których odnosił się do rządów Aleksandra Łukaszenki.

## Poglądy i oceny
Artur Finkiewicz jest zdecydowanym przeciwnikiem zjawiska homoseksualizmu, twierdząc, że zabrania go Biblia. Jego zdaniem małżeństwa osób tej samej płci są „nienormalne” i nie zostaną wprowadzone na Białorusi. W czasie wywiadu udzielonego Radiu Swaboda 1 czerwca 2006 roku został zapytany, jak Młody Front, w przypadku dojścia do władzy, będzie się odnosić do „osób nietradycyjnej orientacji”. Finkiewicz odpowiedział, że „jak do degeneratów” (biał. wyrodkau). Podkreślił, że jest to jego osobiste zdanie, a nie oficjalne stanowisko Młodego Frontu. Wypowiedź ta spotkała się z oburzeniem środowisk LGBT na Białorusi. Organizacja broniąca praw homoseksualistów „HiejBiełaruś” umieściła Finkiewicza na swojej „Czarnej liście”, oskarżając go o publiczne obrażanie gejów w mediach i pochwalanie ich dyskryminacji. Działaczka LGBT Julija Mickiewicz oskarżyła Finkiewicza o chęć odizolowania homoseksualistów od reszty społeczeństwa i inspirowanie się systemami totalitarnymi.